# Peter Meinert-Nielsen
Peter Meinert-Nielsen (Grenaa, 24 mei 1966) is een Deens voormalig professioneel wielrenner. Hij reed voor onder meer TVM, Team Telekom en US Postal Service.
Meinert Nielsen deed mee aan de Olympische Spelen van 1988 (Seoel), op de individuele wegrit. Hij eindigde als 74e. Hij was bij de amateurs driemaal Deens kampioen tijdrijden. Bij de elite stond hij bij dit onderdeel tweemaal op het podium, eenmaal als derde en eenmaal als tweede.
Na zijn professionele wielercarrière werd Meinert-Nielsen ploegleider. Van 2001 tot 2003 bij Team Fakta, en vanaf 2007 bij Designa Kokken.

## Belangrijkste overwinningen
1987
- Deens kampioen tijdrijden, Amateurs

1988
- Deens kampioen tijdrijden, Amateurs

1989
- Deens kampioen tijdrijden, Amateurs
- 5e etappe Ronde van Zweden

## Resultaten in voornaamste wedstrijden
| Jaar | Ronde van Italië | Ronde van Frankrijk | Ronde van Spanje |
| ---- | ---------------- | ------------------- | ---------------- |
| 1991 | 84e              |                     |                  |
| 1992 |                  | opgave              |                  |
| 1993 |                  |                     | 19e              |
| 1994 |                  | opgave              | 25e              |
| 1995 |                  |                     | 31e              |
| 1996 |                  |                     | 20e              |
| 1997 |                  | 49e                 |                  |
| 1998 |                  | 45e                 | 82e              |
| 1999 |                  | opgave              |                  |

| Jaar | Milaan-San Remo | Gent-Wevelgem | Ronde van Vlaanderen | Amstel Gold Race | Luik-Bast.‑Luik | Ronde van Lombardije |
| ---- | --------------- | ------------- | -------------------- | ---------------- | --------------- | -------------------- |
| 1991 |                 |               |                      |                  |                 |                      |
| 1992 |                 |               |                      |                  |                 |                      |
| 1993 |                 |               |                      |                  |                 | 73e                  |
| 1994 |                 |               |                      |                  |                 | 41e                  |
| 1995 |                 |               |                      |                  | 64e             |                      |
| 1996 |                 |               |                      | 63e              | 38e             | 40e                  |
| 1997 | 130e            |               | 61e                  | 58e              | 67e             |                      |
| 1998 | 172e            |               |                      |                  |                 |                      |
| 1999 |                 | 107e          |                      |                  | 43e             |                      |